# Ҥ
Ҥ, ҥ е буква от кирилицата. Обозначава звучната заднонебна носова съгласна /ŋ/ ([н͡г]). Използва се в алтайския, марийския и якутски език. Буквата Ҥ е лигатура от други две кирилски букви: Н и Г. Нейни аналогични букви от кирилицата са Ң и Ӈ

## Кодове
| Буква  | Уникод |
| ------ | ------ |
| Главна | U+04A4 |
| Малка  | U+04A5 |

В други кодировки буквата Ҥ отсъства.